# Косогорка (приток Ницы)
Косогорка — река в России, протекает по Свердловской области. Устье реки находится в 215 км по левому берегу реки Ница. Длина реки составляет 15 км.

## Данные водного реестра
По данным государственного водного реестра России относится к Иртышскому бассейновому округу, водохозяйственный участок реки — Ница от слияния рек Реж и Нейва и до устья, речной подбассейн реки — Тобол. Речной бассейн реки — Иртыш.
Код объекта в государственном водном реестре — 14010501912111200006937.